# Thecla danaus
Thecla danaus är en fjärilsart som beskrevs av Felder 1865. Thecla danaus ingår i släktet Thecla och familjen juvelvingar. Inga underarter finns listade i Catalogue of Life.